# Edmond-Auguste Ruby
Edmond-Auguste Ruby, francoski general, * 1890, † 1980.